# Razpad Avstro-Ogrske
Razpad Avstro-Ogrske bil velik geopolitični dogodek, ki je nastal kot posledica rasti notranjih socialnih protislovij in nacionalnega osamosvajanja različnih narodov Avstro-Ogrske. Razlog za razpad države so bili prva svetovna vojna, izpad pridelka leta 1918 in povojna gospodarska kriza. Oktobrska revolucija leta 1917 in Wilsonovih 14 točk januarja 1918 so med narodi habsburške monarhije vzpodbudile socializem na eni strani in nacionalizem na drugi strani ali pa kombinacijo obeh.      
17. oktobra 1918 je madžarski parlament prekinil zvezo z Avstrijo in 28. oktobra razglasil neodvisnost Madžarske. Kmalu zatem je bila razglašena neodvisnost Češkoslovaške. 29. oktobra je sledil nastanek Države Slovencev, Hrvatov in Srbov. 3. novembra je Ukrajinska ljudska republika razglasila neodvisnost; 6. novembra je bila razglašena še neodvisnost Poljske. Po vseh teh dogodkih je Avstro-Ogrska razpadla. 
Preostala ozemlja so bila dana drugim narodom kot del sestave obstoječih ali novonastalih držav. Npr. Banat in Krisana sta pripadla Romuniji, medtem ko sta bili Južna Tirolska in Istra dani Italiji kot dogovor londonskega sporazuma. Pravno gledano je bil razpad Avstro-Ogrske razglašen leta 1919 po podpisu mirovnih pogodb z Avstrijo in Madžarsko, ki sta bili glavni državi monarhije.